# Scuderia AlphaTauri
Scuderia AlphaTauri je nekdanje italijansko moštvo Formule 1, ki je nastopalo med sezonama 2020 in 2023.
Moštvo je bilo v lasti avstrijskega podjetja Red Bull GmbH, ki je pred sezono 2006 kupilo moštvo Minardi in sedež tega moštva v italijanskem mestu Faenza. Moštvo je prvotno dirkalo pod imenom Scuderia Toro Rosso, preden so se pri Red Bullu po štirinajstih sezonah odločili, da ga bodo pred sezono 2020 preimenovali v Scuderia AlphaTauri. AlphaTauri je modna znamka v lasti podjetja.
Moštvo je v sezoni 2020 tretje zaporedno leto nastopalo s Hondinimi motorji, prav tako pa sta pri njem dirkala oba voznika, ki sta sezono 2019 končala pri Scuderii Toro Rosso – Pierre Gasly in Daniil Kvjat. Gasly je na dirki za Veliko nagrado Italije dosegel svojo prvo zmago v Formuli 1 in hkrati prvo zmago moštva po zmagi Sebastiana Vettla na dirki za Veliko nagrado Italije 2008. Moštvo je s 107 osvojenimi točkami sezono končalo na sedmem mestu v skupnem seštevku konstruktorskega prvenstva.
V sezoni 2021 je Kvjata pri moštvu nadomestil novinec Juki Cunoda, medtem ko je Gasly obdržal svoj sedež. Gasly se je v 22 nastopih petnajstkrat uvrščal med dobitnike točk in s tretjim mestom na dirki za Veliko nagrado Azerbajdžana dosegel edino uvrstitev moštva na stopničke v sezoni. Poleg tega je na dirki za Veliko nagrado Madžarske odpeljal najhitrejši krog. Cunoda se je na 22 dirkah sedemkrat uvrščal med dobitnike točk in s četrtim mestom na zadnji dirki sezone za Veliko nagrado Abu Dabija dosegel svoj najboljši rezultat. Moštvo je osvojilo 142 prvenstvenih točk in sezono končalo na šestem mestu v skupnem seštevku konstruktorskega prvenstva.
Gasly in Cunoda sta nastopala tudi v sezoni 2022. Moštvo se je uvrstilo na deveto mesto v skupnem seštevku konstruktorskega prvenstva s 35 osvojenimi točkami. Najboljšo uvrstitev na dirkah je dosegel Gasly s petim mestom na Veliki nagradi Azerbajdžana.
Pred sezono 2023 je Gasly prestopil k moštvu Alpine, nakar je novi moštveni kolega Cunode postal Nyck De Vries. Po deseti dirki sezone za Veliko nagrado Velike Britanije je De Vriesa, ki je ostal brez osvojene točke, zamenjal Daniel Ricciardo, dotedanji testni in nadomestni dirkač obeh Red Bullovih moštev. Moštvo AlphaTauri je do tega trenutka osvojilo zgolj dve točki za dve uvrstitvi Cunode na deseto mesto. V drugi polovici sezone so se rezultati nekoliko izboljšali ter je moštvo sezono končalo s 25 osvojenimi točkami in uvrstitvijo na osmo mesto v skupnem seštevku konstruktorskega prvenstva. Najboljša uvrstitev na dirkah je bilo sedmo mesto Ricciarda na Veliki nagradi Mehike. V sezoni 2023 je pri moštvu nastopal tudi Liam Lawson, ki je na petih dirkah nadomestil Ricciarda po njegovi poškodbi na prostem treningu za Veliko nagrado Nizozemske in osvojil dve točki z devetim mestom na Veliki nagradi Singapurja.
Red Bull je moštvo pred sezono 2024 preimenoval v Racing Bulls.